# Compania András Lóránt

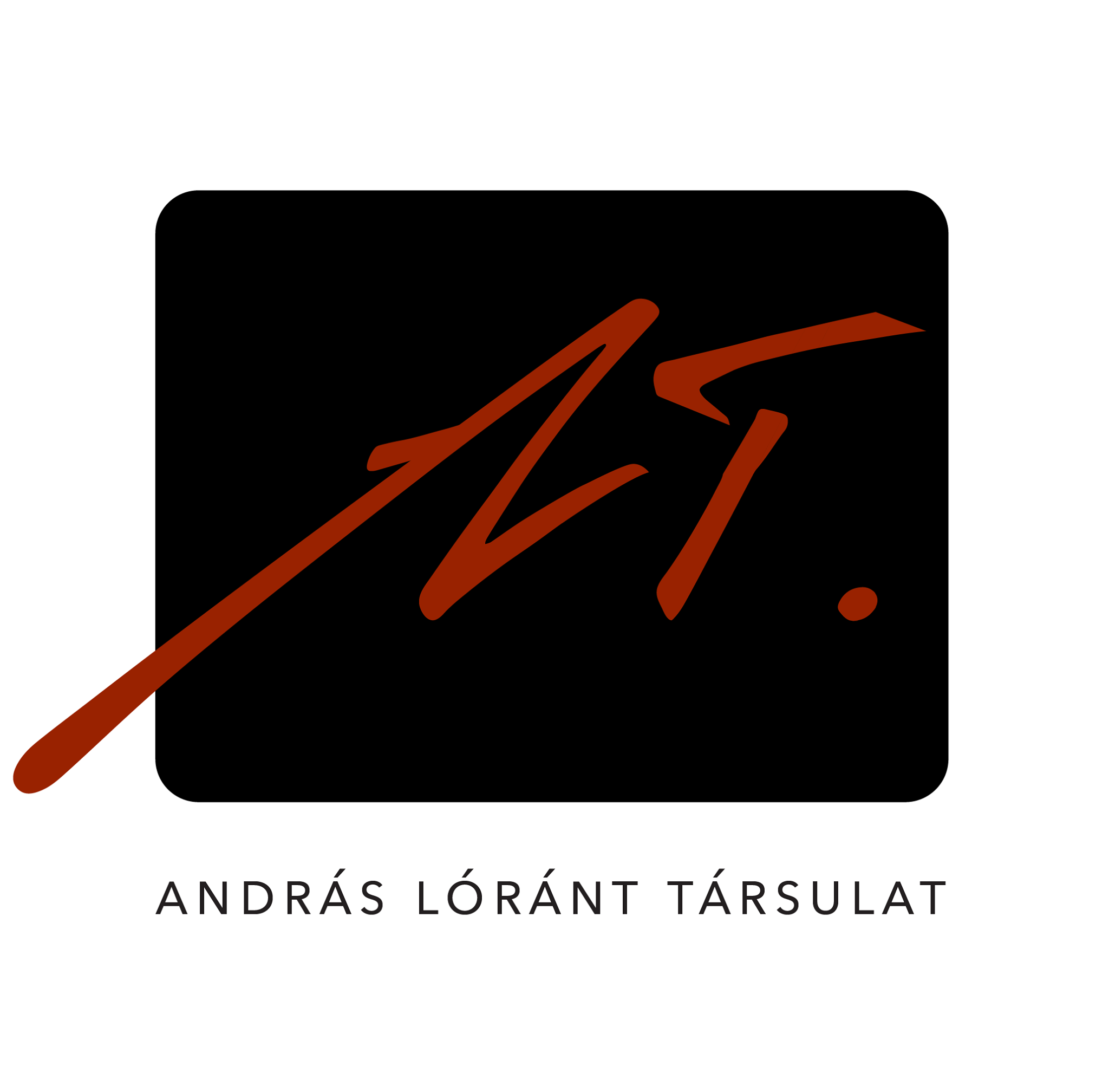
Logoul companiei

Compania András Lóránt este o companie independentă de teatru-dans din Târgu Mureș, realizată în anul 2014. 

## Istoric
Ideea companiei a apărut în toamna anului 2010, la un an după momentul istoric, în care Universitatea de Arte din Târgu Mureș a reușit să înființeze propria secția de coreografie. Atunci a început selecția si formarea profesională a celor tineri, care în prezent alcătuiesc trupa de bază sau lucrează ca și colaboratori – conform metodologiei și a crezului artistic personal al fondatorului companiei, András Lóránt. 

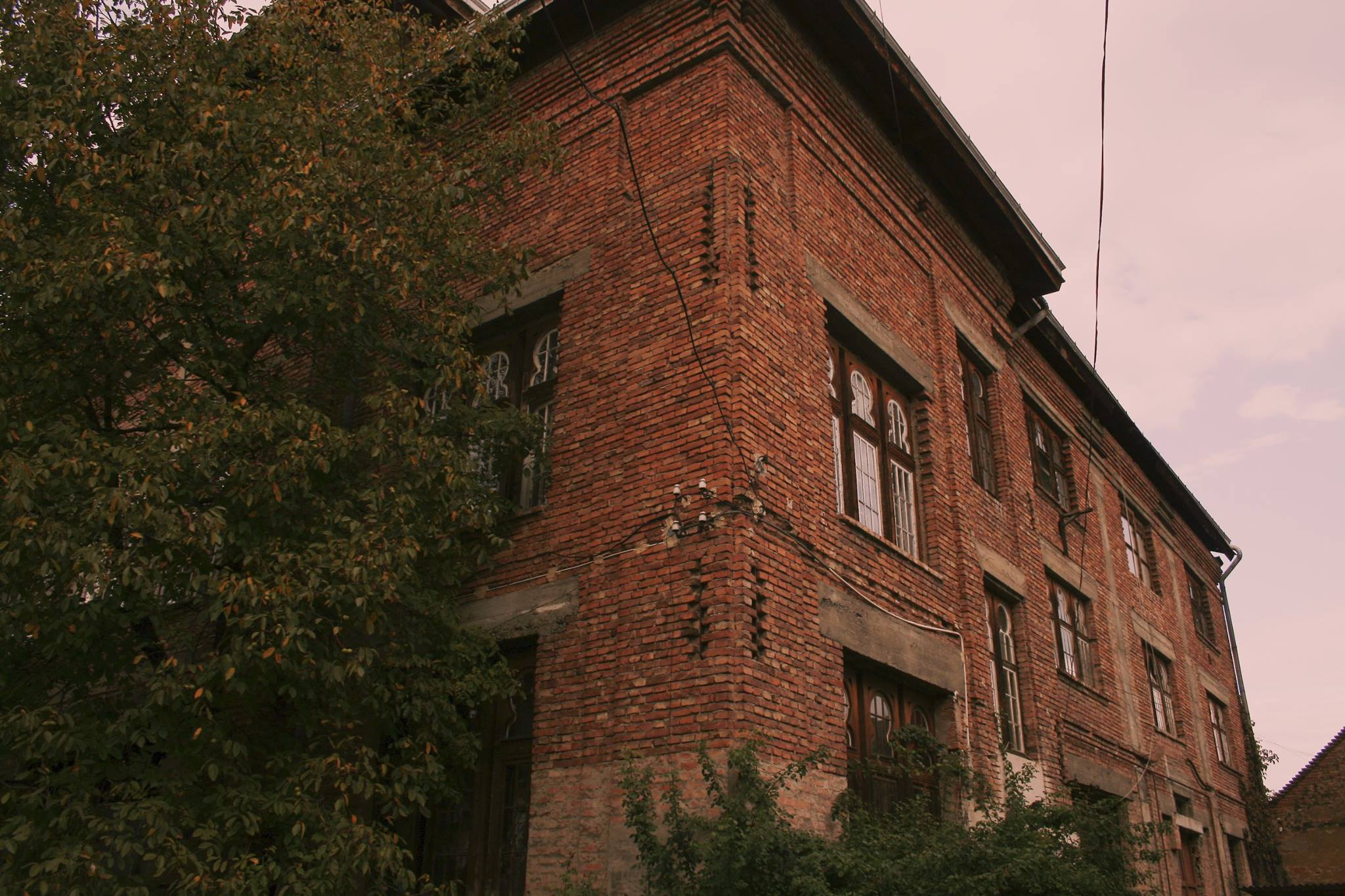
Casa Dansului și a Artelor Contemporane

În toamna anului 2014 câțiva absolvenți a secției de coreografie au creat propria instituție, au pus bazele propriul viitor. 
De atunci trupa ca o companie independentă si autonomă a devenit cunoscută și recunoscută. Clădirea sinagogii ortodoxe din Târgu Mureș a devenit ședința stabilă a companiei, care dă loc pentru Casa Dansului și a Artelor Contemporane. 

## Membri actuali și foști membri

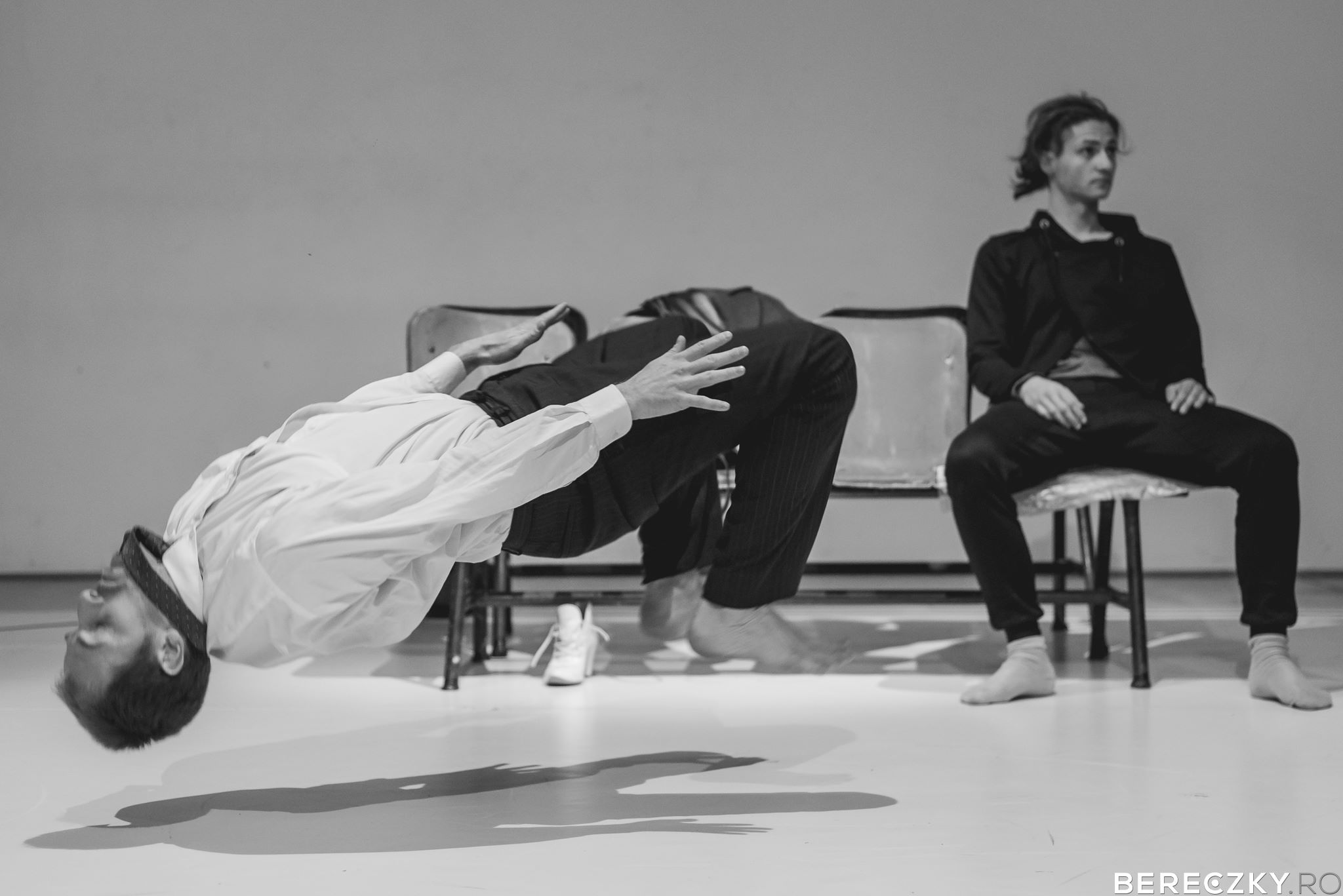
FADE OUT

- András Lóránt
- Bezsán Noémi
- Dabóczi Dávid
- Deák Orsolya
- Joó Renáta
- (Pál Alíz)
- (Györfi Csaba)
- Kányádi György
- Szabó Franciska

## Spectacole
Scaunele (regizor-coregraf: Pál Alíz)
Lecția (regizor-coregraf: Györfi Csaba)
Dirty dancing (coregraf: Nagy Orsolya)
FEMME (regizor-coregraf: Bezsán Noémi)

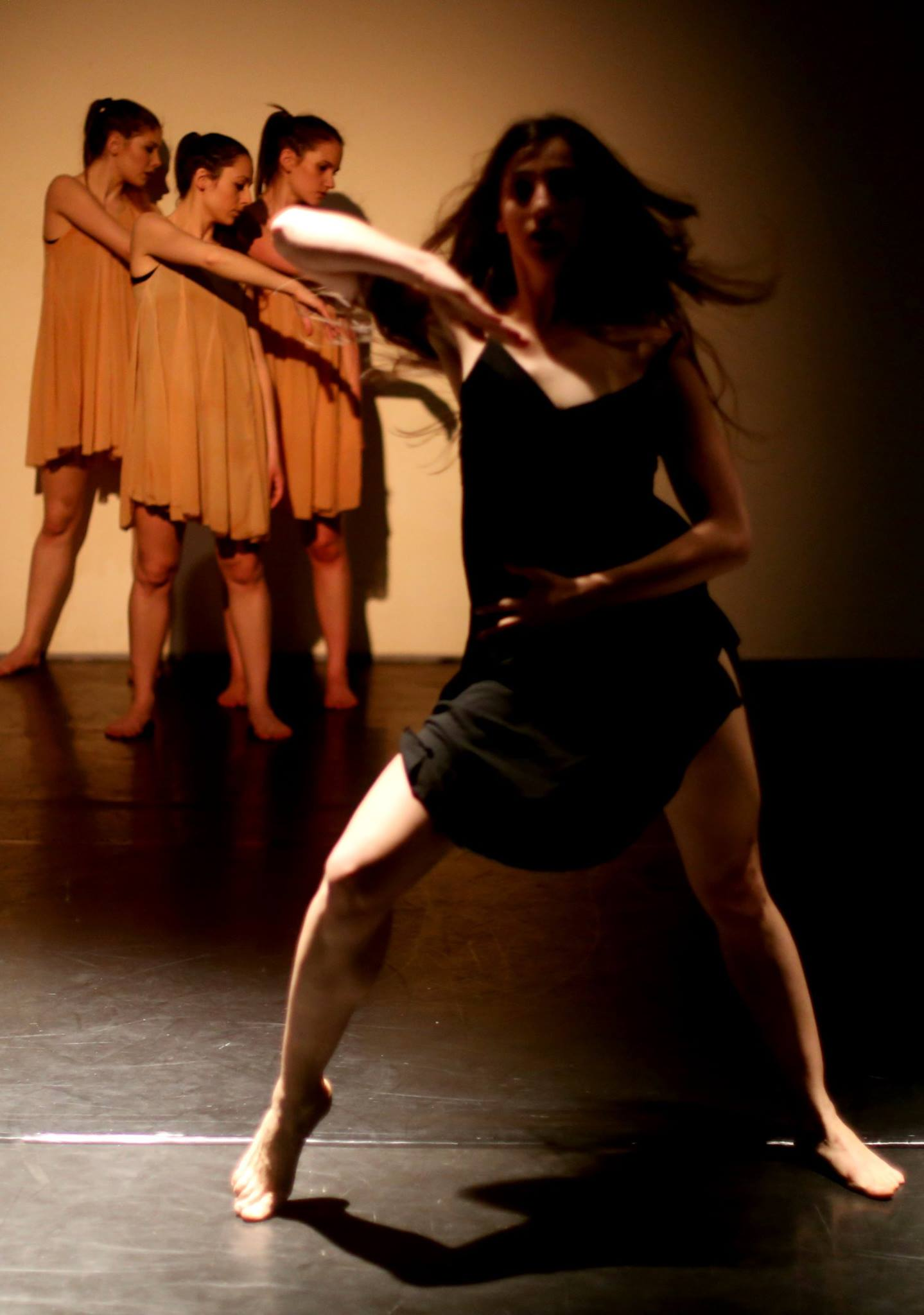
FEMME

EGO (regizor-coregraf: Dabóczi Dávid)
FADE OUT (regizor-coregraf: Györfi Csaba)
Nunta șobolanului (coregrafie: Joó Renáta, Kányádi György, Szabó Franciska)
TANGO NOCHE
NEXT (regizor-coregraf: Dabóczi Dávid)
FLOW (regizor-coregraf: Bezsán Noémi)

## Contact
Adresă: Târgu Mureș, strada Brăila, nr. 10.